# The Last Mimzy
The Last Mimzy är en amerikansk film från 2007 i regi av Robert Shaye. Filmen är löst baserad på science fiction-novellen Mimsy Were the Borogoves av Lewis Padgett (pseudonym för makarna Henry Kuttner och C.L. Moore).

## Handling
The Last Mimzy börjar med att man får höra en berättarröst som berättar om framtiden och att där lever endast krigiska och själviska människor. En tapper vetenskapsman försöker skicka ett experiment till andra tider för att kunna hjälpa världen och mänskligheten. Sedan handlar filmen om ett syskonpar, en äldre pojke i 9-10-årsåldern, Noah, och hans lillasyster Emma. Emma är ett överintelligent barn och Noah får leva i skuggan av hennes talang. Själv är Noah inte särskilt engagerad i sin skolgång och bryr sig mest om TV- och datorspel. En dag åker familjen till en stuga på landet. Barnen går till stranden där en tung metallåda flutit i land. Noah simmar efter den och släpar upp den på land. Väl där uppe börjar Emma och Noah undersöka lådan, den öppnas och i ligger en grön kvadratisk glasskiva. I skivan bildas mystiska mönster som Noah visar intresse för. Syskonen släpar upp lådan till huset och finner flera mystiska saker. Bland annat en gosedjurskanin som Emma genast fäster sig vid. Emma börjar prata med kaninen och till hennes förvåning svarar den, men bara på ett sätt så att Emma förstår. Kaninens namn är Mimzy.
Sedan händer mystiska saker med barnen. De börjar få övernaturliga krafter. Noah kan få saker att flytta sig till ett ställe till ett annat och Emma kan få några stenar att snurra i luften. 

## Rollista (urval)
- Chris O'Neil - Noah Wilder
- Rhiannon Leigh Wryn - Emma Wilder
- Joely Richardson - Jo Wilder
- Timothy Hutton - David Wilder
- Rainn Wilson - Larry White
- Kathryn Hahn - Naomi Schwartz
- Michael Clarke Duncan - Nathanial Broadman
- Kirsten Williamson - Sheila Broadman